# Capitalismo tardio
Capitalismo tardio é um conceito usado pelos neomarxistas para se referir ao capitalismo posterior a 1945, fase que inclui a chamada era de ouro do capitalismo (de 1945 ao início da década de 1970). No entanto, há alguma controvérsia quanto à adequação. O crítico e teórico da cultura norte-americano Fredric Jameson, considera mais prudente a expressão "desenvolvimento recente do capitalismo" ou "capitalismo recente" (jüngste) usada por Hilferding por soar menos profética do que "capitalismo tardio". Derrida prefere usar o termo "neocapitalismo" em lugar de  "pós-capitalismo" ou capitalismo tardio.

## Origem
A expressão capitalismo tardio (Spätkapitalismus) foi usada pela primeira vez por Werner Sombart na sua obra de 1902  Der Moderne Kapitalismus, na qual distinguia três fases do capitalismo: o capitalismo primitivo, o auge do capitalismo e o capitalismo tardio.
A expressão ressurgiu após a crise de 1929 e passou a ser usada pelos socialistas europeus entre o final dos anos 1930 e os anos 1940, quando muitos acreditavam que o capitalismo estava condenado. No final da Segunda Guerra Mundial, economistas importantes, como Joseph Schumpeter e Paul Samuelson, acreditavam mesmo que o fim do capitalismo estaria próximo, em razão de problemas econômicos insuperáveis.
Mais tarde, já nos anos 1960, a expressão voltou a ser usada - principalmente na Alemanha e na Áustria, pelos marxistas ocidentais ligados à tradição da escola de Frankfurt e do austromarxismo - para descrever a sociedade contemporânea. Adorno preferia "capitalismo tardio" a "sociedade industrial" - que foi o tema do 16° Congresso dos Sociólogos Alemães, em 1968.

## A contribuição de Ernest Mandel
Afinal o conceito se consolidou, após os desenvolvimentos feitos por Ernest Mandel, em sua tese Der Spätkapitalismus – Versuch einer marxistischen Erklärung ("Capitalismo tardio - uma tentativa de explicação marxista"), com a qual obteve seu PhD, em 1972, na Universidade Livre de Berlim. Considerada pelo próprio autor como a sua obra mais importante, a tese foi posteriormente publicada sob o título O Capitalismo Tardio.

### Fases do capitalismo
Mandel apresenta três fases do desenvolvimento capitalista:
1a. fase: o capitalismo de mercado, entre 1700 e 1850, quando o crescimento do capital industrial acontece no âmbito dos mercados domésticos.
2a. fase: o capitalismo monopolista, até aproximadamente 1960, quando se dá o esgotamento do 'boom' de reconstrução pós-guerra, é marcada pelo desenvolvimento imperialista dos mercados internacionais e pela exploração dos territórios coloniais.
3a. fase: o capitalismo tardio, que teria como elementos distintivos a expansão das grandes corporações multinacionais, a globalização dos mercados e do trabalho, o consumo de massa e a intensificação dos fluxos internacionais do capital. Seria mais propriamente uma crise de reprodução do capital do que um estágio de desenvolvimento, uma vez que o crescimento do consumo (e portanto, da produção) tornar-se-ia insustentável pela exaustão dos recursos naturais.

### Sobre a última fase
O estágio tardio teria entre suas principais características, uma enorme expansão da capacidade produtiva, baseada no desenvolvimento tecnológico, resultando em superprodução, porém, com redução do emprego industrial (fenômeno por vezes confundido com "desindustrialização") mediante transferência de postos de trabalho para o setor terciário ("terceirização" das atividades de apoio, não diretamente ligadas à produção industrial) e precarização do emprego, deslocando-se o centro de gravidade da produção social da indústria para os serviços ("terciarização" da economia).
A reação neoliberal à crise é apresentá-la como produto de tendências inelutáveis e não como resultado de políticas deliberadas. Uma primeira vertente desse pensamento, baseada em uma concepção a-histórica do capitalismo contemporâneo e em conceitos tais como globalização e privatização, descreve o fenômeno como algo novo, ao mesmo tempo em que, paradoxalmente, anuncia o "fim da história" - ou perpetuação do status quo.
Uma segunda vertente desqualifica o Estado como provedor de infraestrutura física e como instância capaz de responder às necessidades coletivas. Legitimam-se assim as mais variadas formas de organização da sociedade, favorecendo o desmonte do Estado do bem-estar e o aumento da concentração do capital e da renda, paralelamente à expansão insustentável do crédito ao consumo bem como à exploração não sustentável das matérias-primas.